# توماس ديكسون (سياسي)
توماس ديكسون هو سياسي كندي، ولد في 8 يوليو 1791، وتوفي في 13 فبراير 1855. انتخب عضو مجلس نواب نوفا سكوتيا.